# Distretto di Xuanwu (Nanchino)
Il distretto di Xuanwu è un distretto dello Jiangsu, in Cina. È sotto l'amministrazione della città di Nanchino.